# Jenna Wolfe
Jenna Wolfe, de son vrai nom Jennifer Wolfed, née le 26 février 1974 à Kingston, est une journaliste et entraîneuse personnelle haïtiano-américaine d'origine jamaïcaine.  

## Jeunesse et éducation
Wolfe est né à Kingston, en Jamaïque, et a grandi à Pétion-Ville, en Haïti Ses parents étaient juifs. Son père (Bennet Wolfed) est né et a grandi à Porto Rico et c'est la qu'il possédait une chaîne d'usines de cuir. Après il a déménagé en Jamaïque avec sa femme. Sa mère, Sheila Greenfeld, est Americaine, est née a New Jersey. Jenna Wolfe a reçu une éducation et culture juive ce qui lui a permis de célébrer sa bat mitzvah alors qu'elle vivait  encore dans la Caraïbes,. Bob Marley était un voisin de sa famille à Kingston.
Jenna Wolfe avait quitté la Jamaïque  pour s'installer à Haïti dès l'âge de cinq ans avec sa famille. En 1989, sa famille déménage aux États-Unis. Elle a fréquenté SUNY Geneseo de 1992 à 1994. Elle est  eu son diplôme  universitaire de premier cycle dans l'Art en français et en anglais en 1996 à l'Université de Binghamton.

## Carrière dans la radiodiffusion
De 2004 à 2007, elle a été la présentatrice sportive du matin le week-end pour Eyewitness News sur WABC à New York, où elle avait une chronique spéciale appelée « Jenna's Beef », dans lequel elle a éditorialisé un événement du monde du sport cette semaine-là. Avant cela, elle a travaillé pour le Madison Square Garden Network, WPHL-TV à Philadelphie en tant que première présentatrice sportive, WICZ-TV à Binghamton, New York, WUHF-TV à Rochester, New York, et le Today Show en tant que stagiaire. En plus de ses fonctions de journaliste, Wolfe est apparue en tant que juge dans l'émission Iron Chef America de Food Network.
De 2007 à 2014, elle a été correspondante de NBC's Today le dimanche. Elle est co-présentatrice de 2007 à 2012 et présentatrice de nouvelles pour Weekend Today de 2012 à 2014. Le 12 septembre 2014, Wolfe a quitté l'émission Today du week-end pour un nouveau rôle de correspondant lifestyle et fitness dans l'émission "Today show" et sur NBC News le week-end. 
De septembre 2017 à août 2022, Wolfe a travaillé avec Fox Sports sur FS1 en tant qu'animatrice de l'émission First Things First accompagnée de Kevin Wildes et Nick Wright. Elle a également été correspondante pour Yellowstone Live sur National Geographic.